# Boston Blackie and the Law
Boston Blackie and the Law é um filme estadunidense de 1946 dirigido por D. Ross Lederman e estrelado por Chester Morris. É o décimo segundo de quatorze da série Boston Blackie lançados pela Columbia Pictures.

## Elenco
- Chester Morris como Boston Blackie
- Trudy Marshall como Irene
- Constance Dowling como Dinah Moran
- Richard Lane como Inspetor Farraday
- George E. Stone como "The Runt"
- Frank Sully como Sargento Matthews
- Warren Ashe como John Lampau / John Jani